# Proceedings of the Royal Society
«Proceedings of the Royal Society» (рус. «Труды Королевского Общества») — одно из главных печатных изданий Лондонского Королевского общества, которое является в Великобритании аналогом Академии наук. Существует, под разными названиями, с 1800 года. Первоначально труды публиковались в одном журнале, но в 1905 году было решено разделить издание на две отдельные тематические серии:
- Серия A: математика, физические и инженерные науки.
- Серия B: биологические науки.

Среди авторов издания — такие знаменитые учёные, как Поль Дирак, Вернер Гейзенберг, Эрнест Резерфорд, Эрвин Шрёдингер, Стивен Хокинг.
Все статьи становятся доступны бесплатно на сайте издания спустя два года после их публикации (для Серии B — спустя год). Авторы могут также установить открытый доступ для своих статей немедленно после публикации (под лицензией Creative Commons) при условии оплаты стоимости обработки статьи. 

## История
Журнал начал выходить в 1800 году, первоначально он рассматривался как дочернее издание основного печатного органа Общества — «The Philosophical Transactions of the Royal Society». В дальнейшем название его несколько раз менялось::
- (1800—1843) «Abstracts of the Papers Printed in the Philosophical Transactions of the Royal Society of London», vol. 1—4.
- (1843—1854) «Abstracts of the Papers Communicated to the Royal Society of London», vol. 5—6.
- (1854—1905) «Proceedings of the Royal Society of London», vol. 7—75.

Начиная с 76-го тома (1905 год), материалы журнала были разделены на две отдельные тематические серии, которые сначала получили названия:
- Series A, Containing Papers of a Mathematical and Physical Character.
- Series B, Containing Papers of a Biological Character.

Нынешние названия обе серии получили в 2017 году:
- Series A, Mathematical, Physical and Engineering Sciences.
- Series B, Biological Sciences.

## Серия A
Серия A публикует рецензируемые научные статьи по математике, физическим и инженерным наукам. Выходит ежемесячно. По состоянию на 2018 год главный редактор — профессор сэр Марк Уэлланд (Mark Welland). По данным Journal Citation Reports (2014 год), импакт-фактор журнала составляет 2,192.
Статьи журнала реферируются и индексируются такими изданиями, как Applied Mechanics Reviews, GeoRef, British and Irish Archaeological Bibliography, Chemical Abstracts Service, Chemistry Citation Index, Composites Alert, Compumath Citation Index, Current Contents, Engineered Materials Abstracts, Engineering Index Monthly, Excerpta Medica, Fluidex, Forest Products Abstracts, Geographical Abstracts, Human Geography, Geological Abstracts, Geomechanics Abstracts, Index to Scientific Reviews, Inspec, Mass Spectrometry Bulletin, Mathematical Reviews, Metals Abstracts, Metals Abstracts Index, Mineralogical Abstracts, Nonferrous Metals Alert, Oceanographic Literature Review, Petroleum Abstracts, Polymers, Ceramics, Research Alert (Philadelphia), Science Citation Index, Steels Alert, World Aluminum Abstracts.

## Серия B
Серия B публикует исследования, относящиеся к биологическим наукам. Выходит раз в две недели. По состоянию на 2018 год главный редактор — профессор Спенсер Барретт (Spencer Barrett). В частности, тематика статей включает экологию и эволюционную биологию, эпидемиологию, биологию человека, нейронауки, палеонтологию, психологию, биомеханику. 
По данным Journal Citation Reports (2015 год), импакт-фактор Серии B составляет 4,823. Входит в Nature Index.
Журнал Biology Letters, рассылавшийся вначале как приложение к серии B, в 2005 году стал отдельным журналом.